# Heraclia littera
Heraclia littera là một loài bướm đêm trong họ Noctuidae.